# Gabrielle Kinney
Gabrielle "Gabby" Kinney, también conocida como Honney Badger (Honey Tejón en España) y Scout, es una superheroína ficticia que aparece en los cómics estadounidenses publicados por Marvel Comics.

## Historial de publicación
Gabby Kinney apareció por primera vez en All-New Wolverine #2 (noviembre de 2015), ganando inmediatamente una fuerte base de fans. Ella fue creada por Tom Taylor y David López.En la década de 2010, Gabby era comúnmente asociada con Laura Kinney y había aparecido en las series All-New Wolverine y X-23 junto con X-Men: Red, donde ambas eran X-Men.

## Biografía ficticia
Gabby Kinney fue clonada por la compañía Alchemax usando el ADN de Laura Kinney. Tras la muerte de Logan, Laura asumió el rol de Wolverine y la encontró entre varios clones, la mayoría de los cuales perecieron buscando venganza. Gabby era la más joven y la menos traumatizada. Ella sobrevivió y fue adoptada por Laura como su hermana, viviendo con ella en Nueva York. Posteriormente, Gabby asume el nombre en clave de Honey Badger, casi es asesinada por una versión de Wolverine de una realidad alternativa y se transforma brevemente en una reina de Brood, pasando a formar parte de la mente colmena de la especie alienígena.
Gabby es reclutada por Jean Grey para los X-Men.Mientras investigan la compañía Harvest, Gabby y Laura descubren un cargamento vinculado a su ADN. Ella, con su mascota Jonathan, se lanza a rastrear a los clones y finalmente encuentra un laboratorio lleno de pavos resistentes al fuego. Tras sobrevivir a la explosión del laboratorio, ella descubre un interruptor de seguridad con la etiqueta "TUOKS" y, al darse cuenta de que está escrito "Scout" al revés, ella lo adopta como su nuevo nombre en clave.Gabby figura en la lista de Champions Reinforcement Roster.
Gabby conoce a Deadpool durante una misión para detener un virus alienígena en la Isla Roosevelt. Ambos se encariñan rápidamente y se declaran mejores amigos. Tras derrotar al virus, Gabby le regala a Deadpool uno de sus dedos. Más tarde, ellos se unen para investigar la experimentación animal. Juntos, ellos detienen a una cebra zombificada y se enfrentan a Industrias Palmive, la empresa responsable de los experimentos. Deadpool deja que Gabby libere a los animales restantes mientras él se ocupa del líder de la empresa, mostrando su lado protector al protegerla de la violencia.
Gabby se muda a Krakoa tras su fundación como nación mutante y lucha contra Omega Rojo.En Krakoa, ella lucha por encontrar su lugar, y el Consejo Silencioso de Krakoa ha excluido a los clones de los protocolos de resurrección. Ella intenta conectar con su familia, incluyendo a Daken y Wolverine. Su oferta de ayudar a entrenar a mutantes jóvenes es rechazada por Warpath, quien critica su entrenamiento de combate basado en humanos.
Gabby es asesinada por el Rey Sombra en la víspera de la Gala del Fuego Infernal tras confrontarlo por la amenaza que representaba. El Rey Sombra había estado reclutando y manipulando a mutantes jóvenes para extender su influencia, con el objetivo de controlar Krakoa corrompiéndolos. Esto lleva a los Cinco a resucitar a Gabby, anulando así la autoridad del Consejo Silencioso.

## Poderes y habilidades
A diferencia de sus hermanos, Gabby posee el factor de curación regenerativa, como Laura y Logan. Si bien solo tiene una garra en cada brazo, sus habilidades de curación son notablemente avanzadas y no responde al dolor. Ella es conocida por su facilidad para hacer amigos.

## Recepción
- En 2019, CBR clasificó a Honey Badger en el primer lugar en la lista de los "10 mejores nuevos X-Men de la década".[12]
- En 2020, CBR clasificó a Honey Badger en el séptimo lugar en "X-Men Rojo: Todos los miembros, clasificados por poder".[13]
- En 2022, CBR clasificó a Scout en el primer puesto de la lista de "Hijos de Wolverine, clasificados por simpatía",[14]en el séptimo puesto de la lista de "Los 10 hijos más poderosos de Wolverine",[15]en el noveno puesto de la lista de "Los 10 héroes más adorables de Marvel".[16]y en el primer puesto de la lista de "Los 10 X-Men más sanos".[17]
- En 2023, CBR clasificó a Scout en el tercer puesto de la lista de los "10 clones más geniales de los cómics de Marvel".[18]
- En 2023, Screen Rant clasificó la incapacidad de Scout para sentir dolor en el quinto lugar en la lista de los "15 mejores superpoderes de la familia Wolverine (que Logan no tiene)".[19]
- En 2024, Screen Rant clasificó a Scout en el puesto 13 de la lista de los "15 héroes X-Men más poderosos presentados en la última década".[20]